# آفرینش‌گرایی زمین‌مرکزی
آفرینش‌گرایی زمین‌مرکزی (به انگلیسی: Geocentric creationism) یک باور مذهبی است که توسط زیرگروه کوچکی از باورمندان به آفرینش‌گرایی زمین جوان مطرح می‌شود. این گروه علاوه بر این‌که ادعا می‌کنند زمین بین ۶۰۰۰ تا ۱۰۰۰۰ سال پیش آفریده شده است، مدل زمین‌مرکزی منسوخ‌شده را نیز تأیید می‌کنند که ادعا می‌کند زمین در مرکز جهان ثابت است. طرفداران آفرینش زمین‌مرکزی معتقدند که خداوند زمین را در مرکز جهان قرار داده است تا نمادی از منحصربه‌فرد بودن و مرکزیت بشریت باشد. این دیدگاه در تضاد مستقیم با اجماع علمی تثبیت‌شده در مورد حرکت زمین، زیست‌شناسی و سن زمین است و بنابراین به‌عنوان شبه‌علم طبقه‌بندی می‌شود. این دیدگاه عمدتاً توسط برخی از گروه‌های بنیادگرای پروتستان و کاتولیک در کنار تعدادی از یهودیان ارتدکس دنبال می‌شود، اما حتی در خود جنبش آفرینش‌گرایی نیز در حاشیه قرار دارد.
زمین‌مرکزگرایی با باورهای مدرن زمین تخت متفاوت است و اگرچه هنوز تا حد زیادی بی‌اهمیت است، اما تأثیر نسبتاً بیشتری در جنبش ضد تکامل‌گرایی داشته است. با این حال، مانند طرفداران زمین تخت، طرفداران زمین‌مرکزی نیز بسیاری از مباحث فیزیک، نجوم و زیست‌شناسی مدرن را رد می‌کنند.